# Jean Dolabella
Jean Turrer Dolabella (ur. 14 maja 1978 w Uberabie) - perkusista brazylijski. Były członek grupy metalowej Sepultura. Dołączył do zespołu w 2006 po odejściu Igora Cavalery. Współpracował ponadto z takimi zespołami i wykonawcami jak: Diesel, Udora, Ego Kill Talent, Ana Carolina, Indireto, Rockfellas oraz Andreas Kisser.
Muzyk jest endorserem instrumentów firm Pearl i Zildjian.

## Wybrana dyskografia
- Udora - Liberty Square (2005, J Records)
- Ana Carolina - Dois Quartos (2006, Sony BMG)
- Andreas Kisser - Hubris I & II (2009, Mascot Records)
- Sepultura - A-Lex (2009, Steamhammer/SPV)
- Sepultura - Kairos (2011, Nuclear Blast)
- Sepultura, Les Tambours Du Bronx - Metal Veins. Alive at Rock in Rio (2014, Nuclear Blast)